# Râul Răchitoasa, Sacovăț
Râul Răchitoasa este un curs de apă, afluent al râului Sacovăț. 